# Willie Kemp
Pour les articles homonymes, voir Kemp.
Willie DeVale Kemp, né le 1er janvier 1987 à Bolivar au Tennessee, est un joueur américain de basket-ball.

## Palmarès

### Clubs
Avec L'Étoile sportive du Sahel (basket-ball)
- Championnat de Tunisie masculin de basket-ball : 2011, 2012
- Vainqueur de la Coupe de Tunisie masculine de basket-ball : 2011, 2012
- Médaille d'or à la coupe d'Afrique des clubs champions 2011 (Maroc)
- Médaille d'or à la Coupe arabe des clubs champions de basket-ball 2016 (Tunisie)